# Hoàng hôn

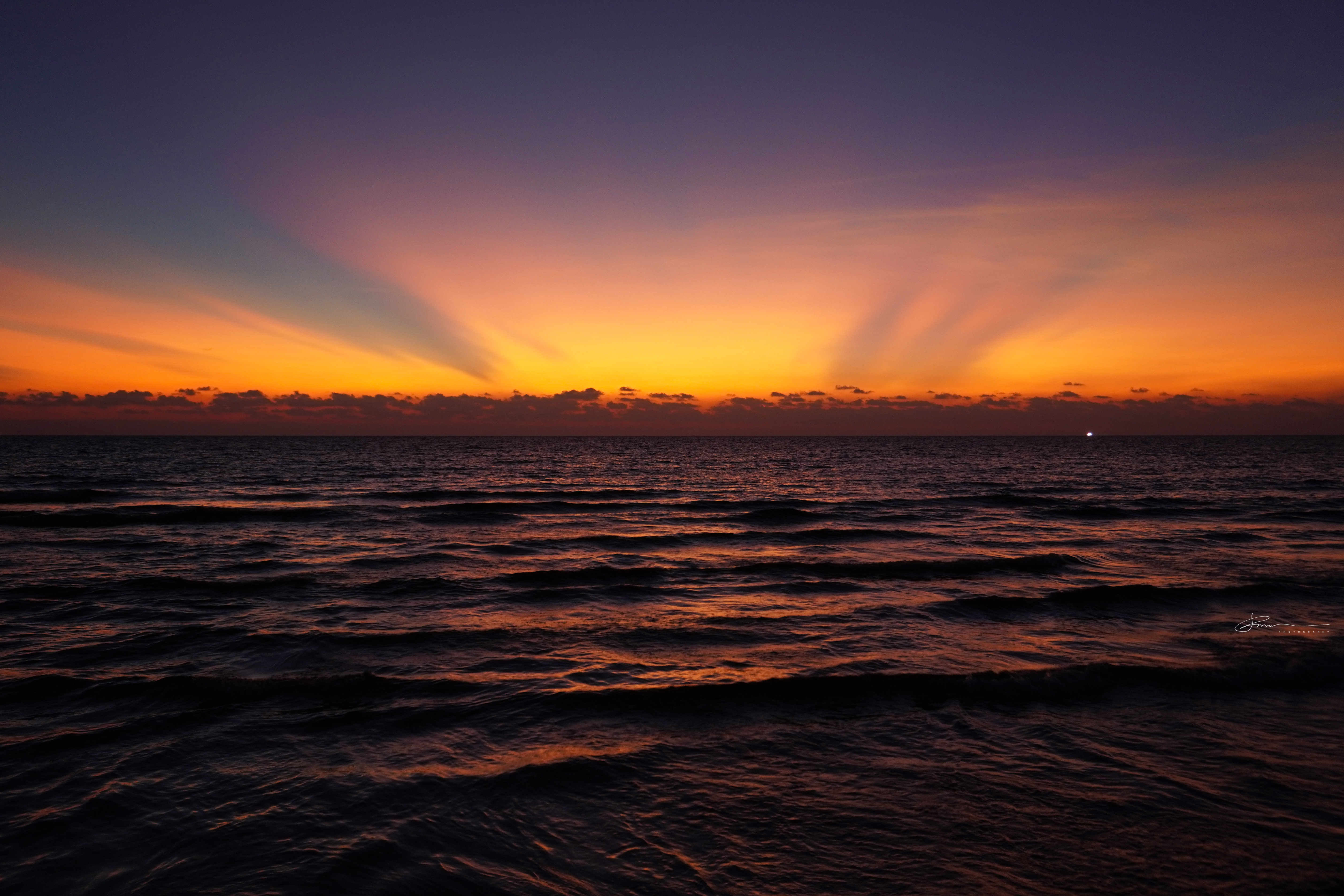
Hoàng hôn hàng hải trên đảo Phú Quốc, Kiên Giang

Hoàng hôn là từ thường dùng để chỉ một khoảng thời gian kể từ ngay sau khi Mặt Trời lặn cho tới khi trời tối hẳn (buổi tối). Nó là khái niệm gắn liền với vị trí biểu kiến của Mặt Trời ở phía dưới đường chân trời. Trong khoa học khí tượng và nhiều ngôn ngữ, người ta định nghĩa hoàng hôn (dusk) là một thời điểm tối nhất của chạng vạng chiều tối thay vì là một khoảng thời gian (cách gọi "hoàng hôn" thông dụng ở trên là tương đương với thời gian chạng vạng chiều tối).

## Từ nguyên
Hoàng hôn là từ Hán-Việt, "黄昏" hay còn gọi là chiều tà. Trong tiếng Việt còn có các tên gọi như nhá nhem, chạng vạng, nhá nhem tối, tối nhọ mặt người, Hán-Việt: bàng vãn, bạc mộ...

## Định nghĩa kỹ thuật

Các giai đoạn chạng vạng dân dụng, hàng hải và thiên văn. Hoàng hôn là thời điểm tối nhất của chạng vạng buổi tối.

Thời điểm hoàng hôn là kết thúc của chạng vạng thiên văn, ngay trước lúc đêm tối bắt đầu và độ sáng của bầu trời là cực tiểu.  
Tuy nhiên, về mặt kỹ thuật, có ba giai đoạn hoàng hôn như sau:
- Hoàng hôn dân dụng (civil dusk trong tiếng Anh) là thời điểm mà đĩa Mặt Trời ở 6 độ phía dưới đường chân trời vào buổi chiều tối. Nó đánh dấu kết thúc của chạng vạng dân dụng (bắt đầu từ khi Mặt Trời lặn). Vào thời điểm này các vật thể vẫn còn có thể phân biệt được và một số ngôi sao (các định tinh và một số hành tinh của hệ Mặt Trời) đã xuất hiện trên bầu trời, có thể nhìn thấy bằng mắt thường khi trời quang mây. Bầu trời có thể có một vài màu sắc phân biệt trong thời điểm này, chẳng hạn màu đỏ hay cam. Sau thời điểm này, ánh sáng nhân tạo có thể được cần đến cho các hoạt động ngoài trời.
- Hoàng hôn hàng hải (nautical dusk) là thời điểm khi đĩa Mặt Trời ở 12 độ phía dưới đường chân trời vào buổi chiều tối. Nó đánh dấu kết thúc của chạng vạng hàng hải (bắt đầu khi hoàng hôn dân dụng). Vào thời gian này, các vật thể và đường chân trời trở nên khó phân biệt rõ ràng, các ngôi sao và các hành tinh trở nên sáng hơn.
- Hoàng hôn thiên văn (astronomical dusk) là thời điểm mà đĩa Mặt Trời ở 18 độ phía dưới đường chân trời vào buổi chiều tối. Nó đánh dấu sự kết thúc của chạng vạng thiên văn (bắt đầu khi hoàng hôn hàng hải), và sự bắt đầu của ban đêm. Vào thời điểm này, Mặt Trời không còn rọi sáng lên bầu trời được nữa và như thế nó không thể gây nhiễu cho các quan sát thiên văn.[4][5]

## Thư viện ảnh

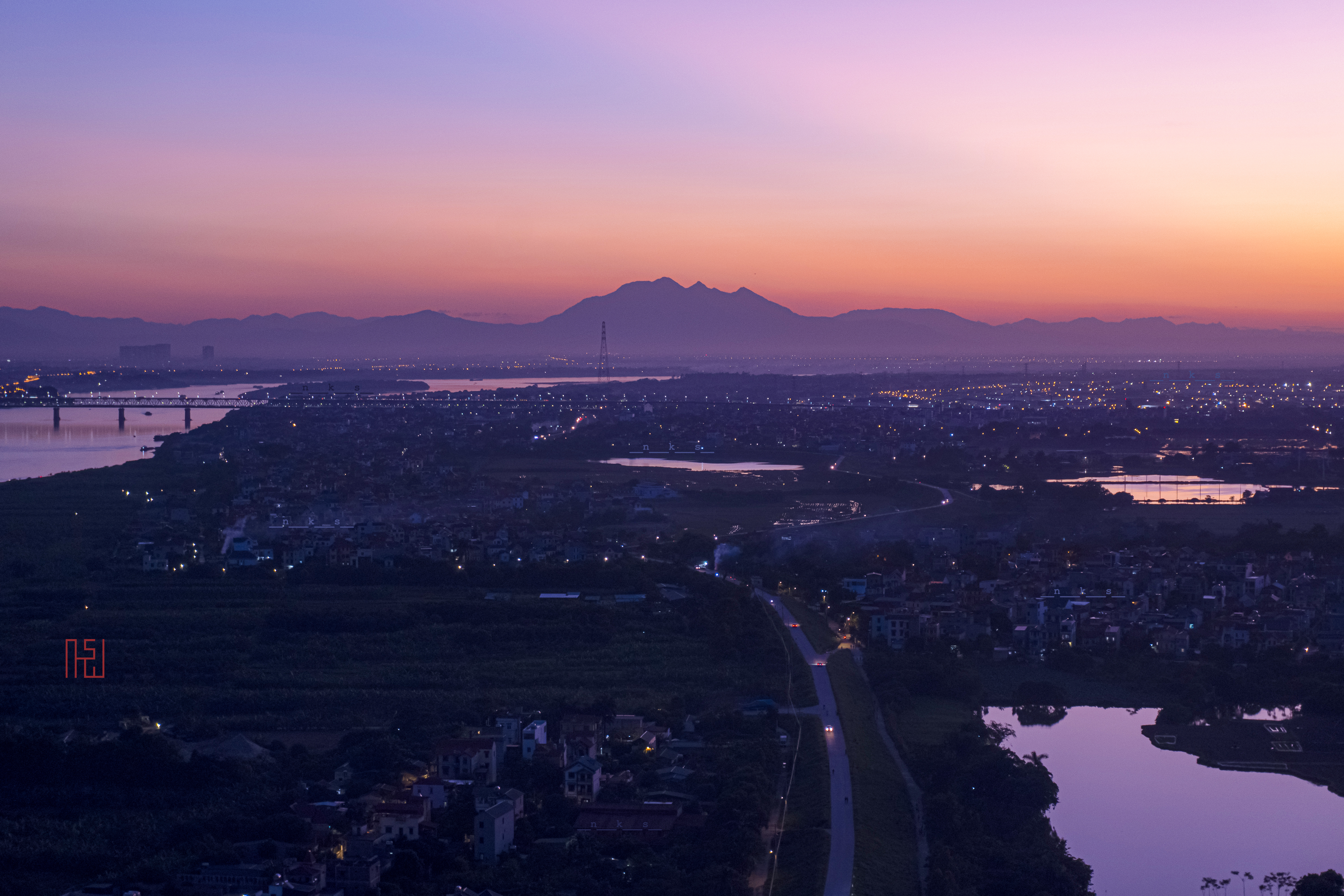
Hoàng hôn hàng hải ở Đông Anh, Hà Nội
Seattle, Washington vào lúc chạng vạng hàng hải
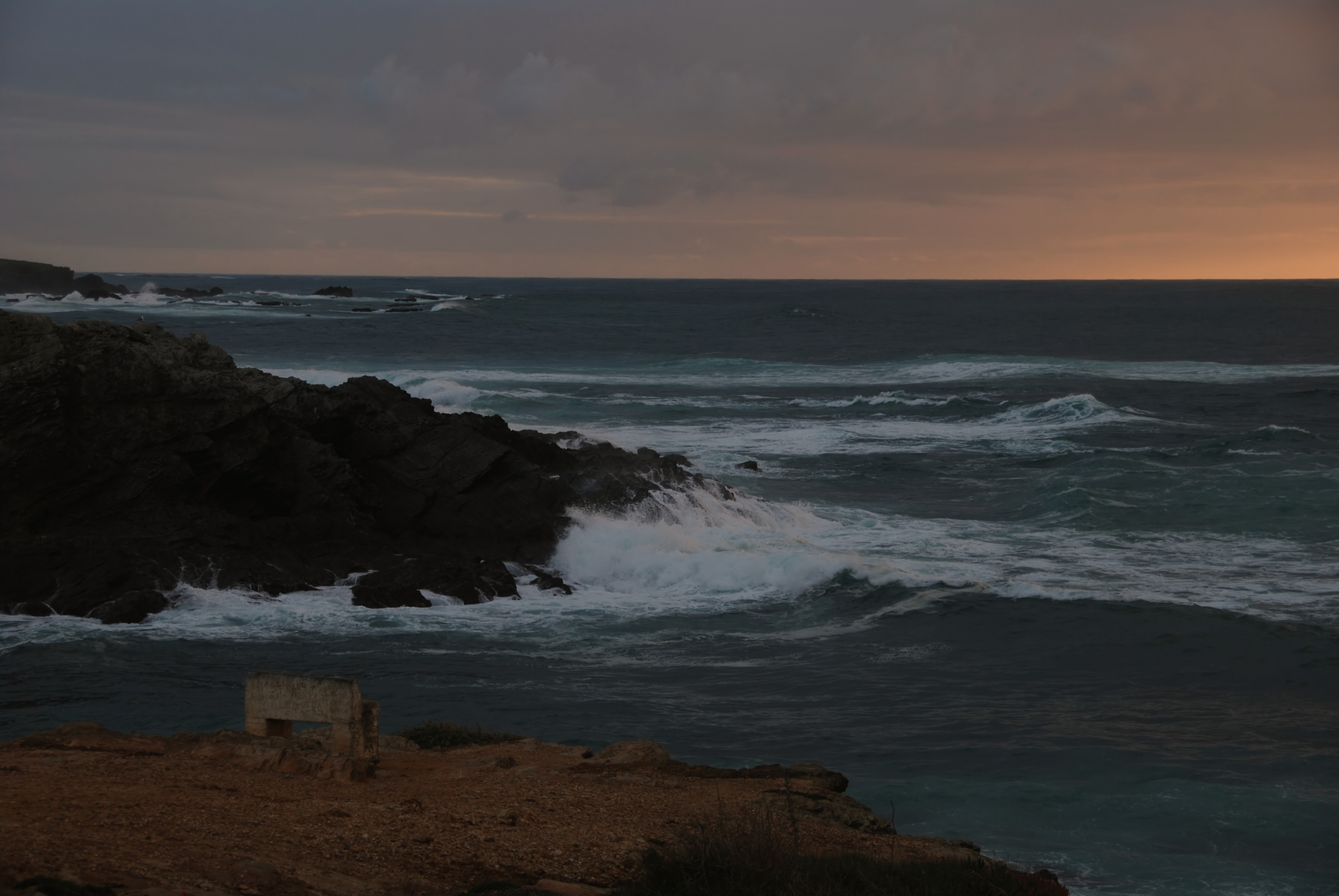
Hoàng hôn dân dụng tại Porto Covo, vùng duyên hải phía tây Bồ Đào Nha
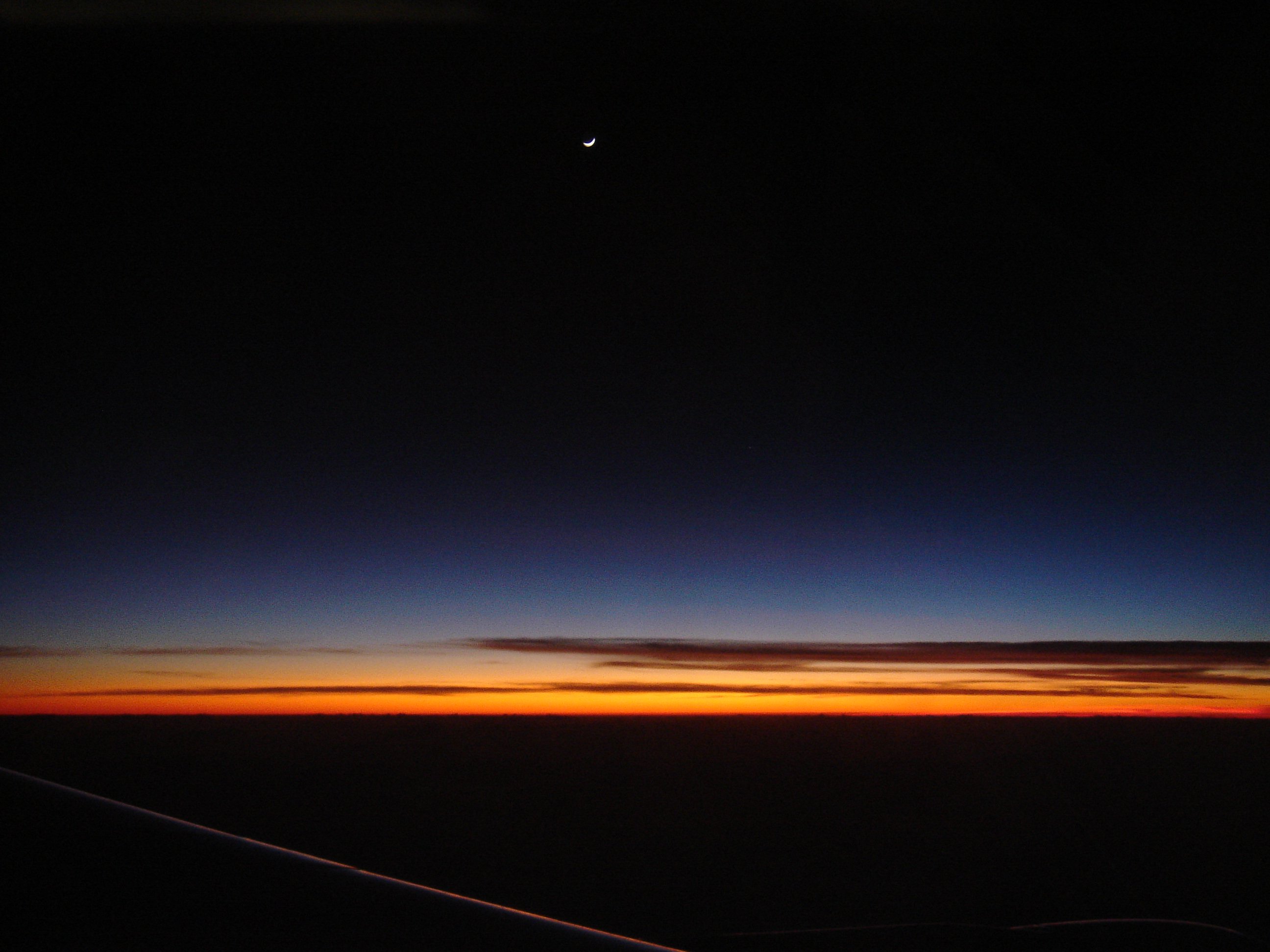
Hoàng hôn thiên văn bên ngoài cửa sổ máy bay
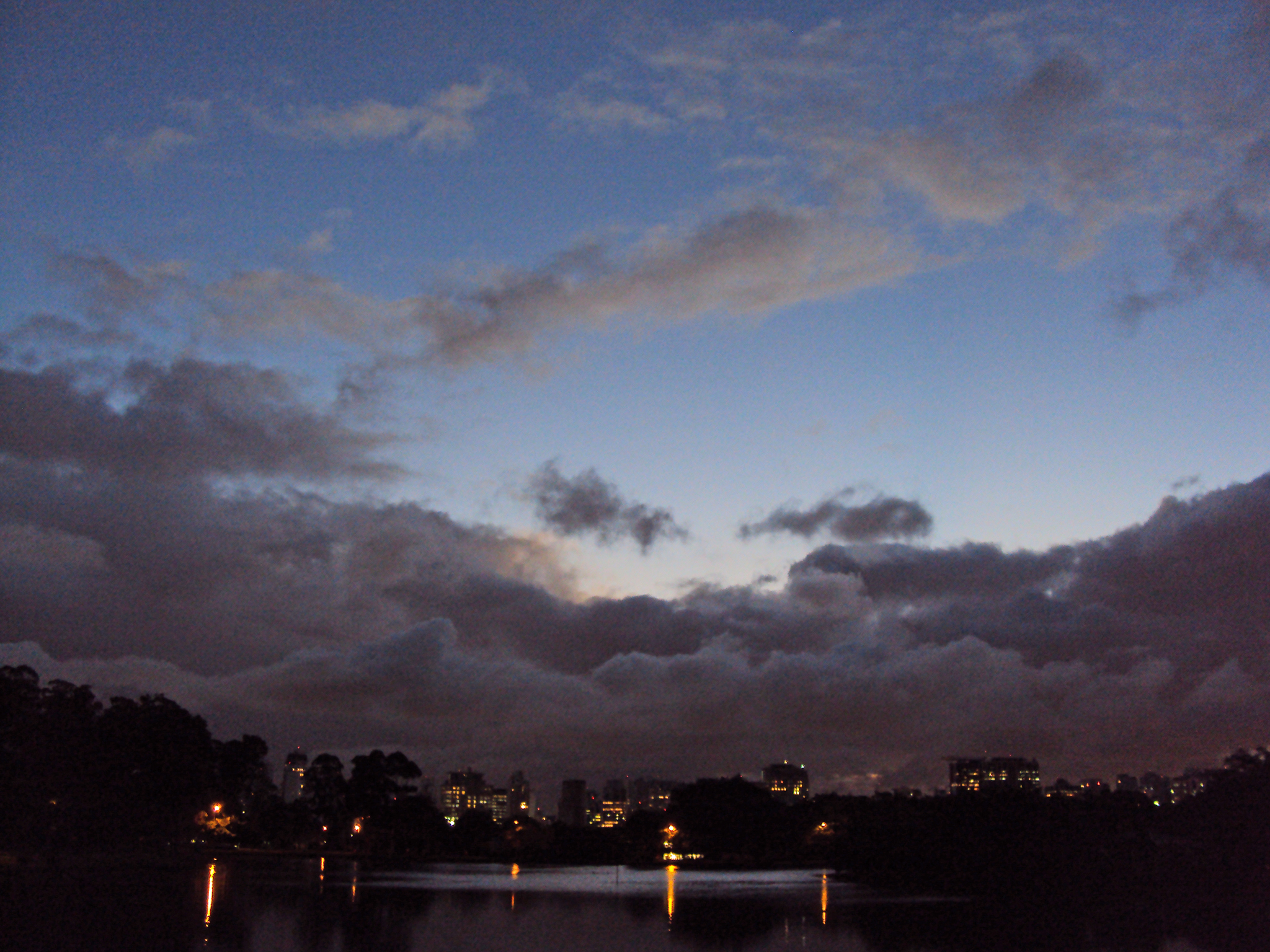
Phong cảnh từ Công viên Ibirapuera, São Paulo, Brasil, lúc chạng vạng dân dụng
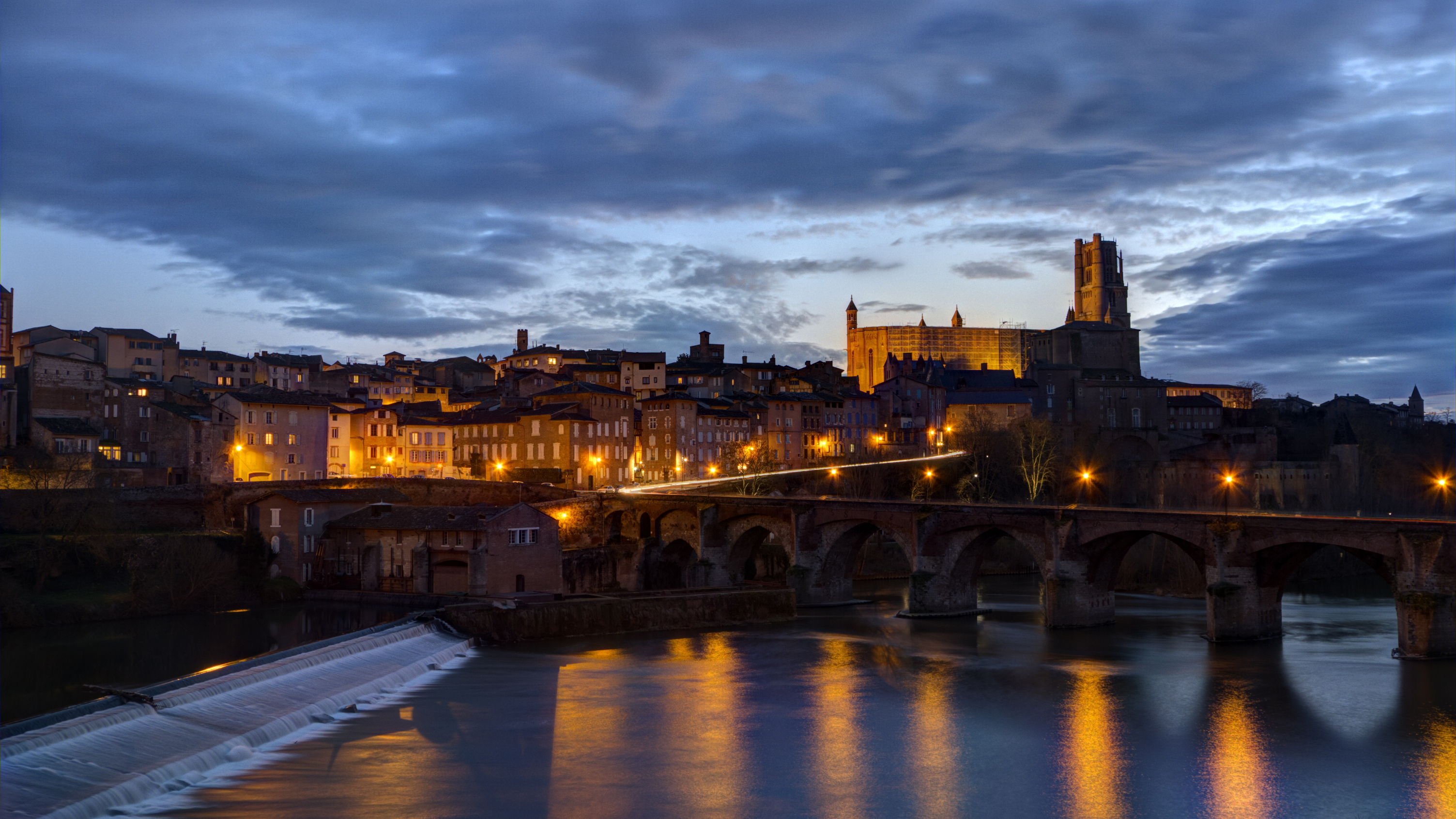
Hoàng hôn dân dụng ở Albi, Pháp
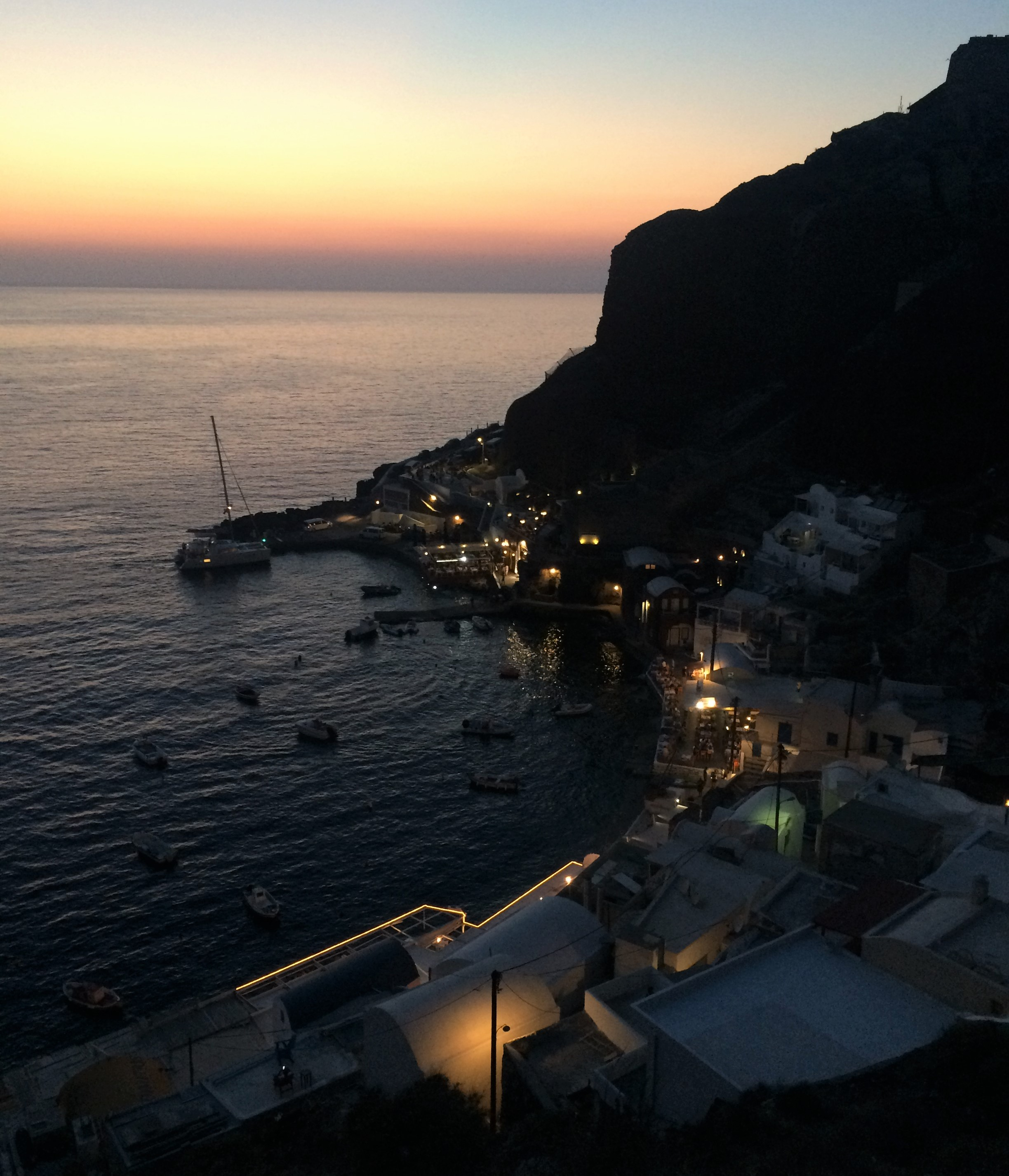
Hoàng hôn dân dụng ở Vịnh Amoudi, Santorini, Hy Lạp
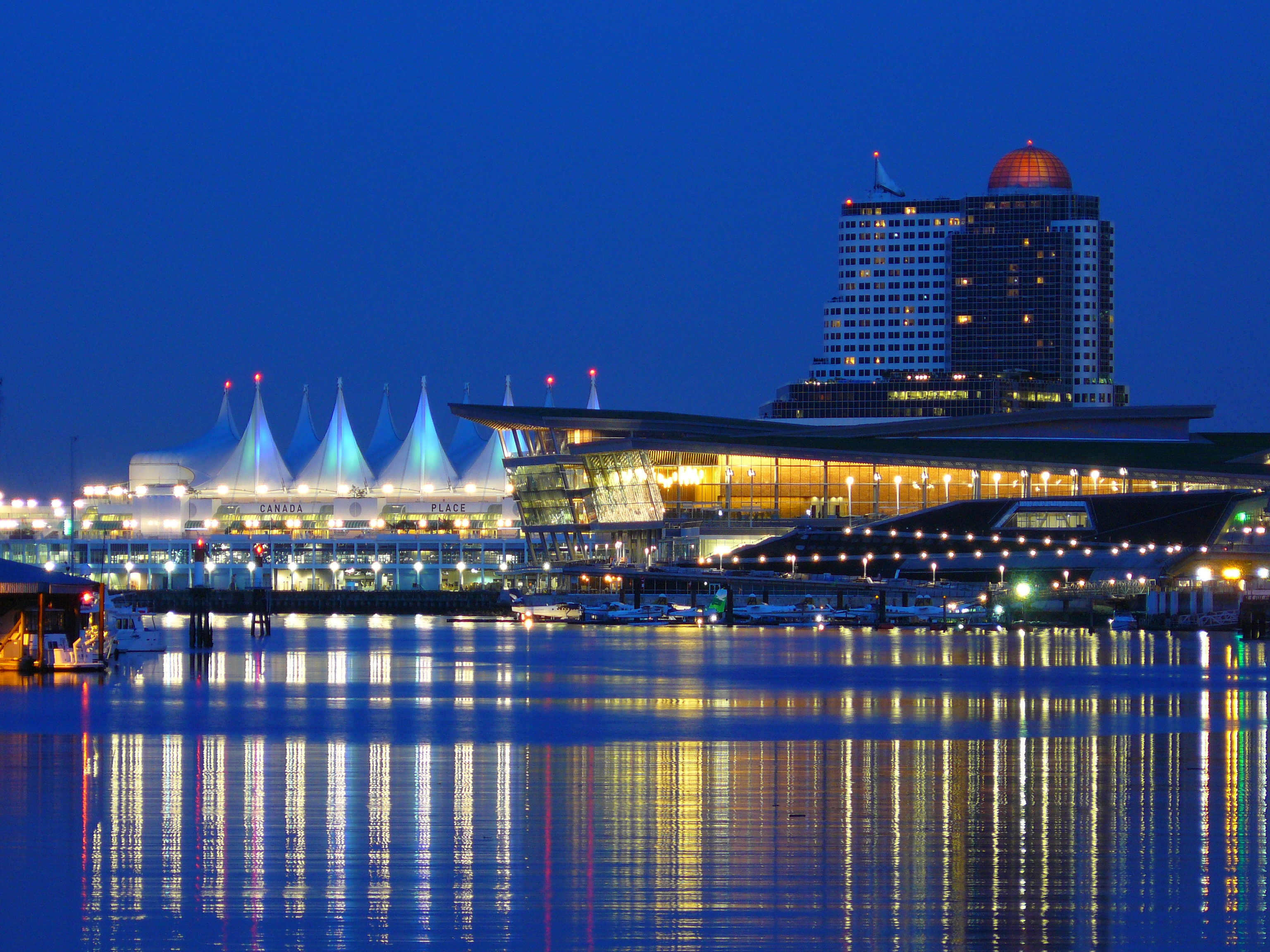
Chạng vạng hàng hải ở Vancouver, British Columbia, Canada (phía không có mặt trời)